# Erika Horn
Erika Christine Horn, geb. Pohlmann (* 13. April 1941 in Leipzig; † 25. Februar 2009 in Potsdam), war eine deutsche Informatikerin.

## Leben
Nach ihrem Abitur an der ABF Leipzig studierte sie ab 1961 Regelungs- und Steuerungstechnik an der Leningrader Elektrotechnischen Hochschule (LETI) und schloss ihr Studium 1967 mit dem Diplom ab. Sie blieb in Leningrad und promovierte 1970 am LETI mit einer Arbeit zum Thema Analyse und Synthese von Systemen mit Impulsbreitenregelung. Horn kehrte in die DDR zurück und arbeitete ab 1971 am Kombinat Robotron – zunächst als wissenschaftliche Mitarbeiterin, ab 1974 als Abteilungsleiterin Systemsoftware sowie ab 1976 als Abteilungsleiterin Software-Technologie. Horn verließ Robotron 1983 und ging an die Technische Universität Dresden, wo sie als Hochschuldozentin für Software-Technologie arbeitete. Parallel dazu verfasste sie ihre Promotion B zum Thema Ein Beitrag zur Analyse und Synthese von Softwarekonstruktionsprozessen, die sie 1987 verteidigte. Nach der Wende erfolgte eine Umwandlung der Promotion B zur Habilitation. Horn war von 1987 bis 1993 als Professorin für Software-Technologie an der TU Dresden tätig. Im Jahr 1993 nahm sie einen Ruf an die Universität Potsdam an, an der sie bereits im Vorjahr Lehrveranstaltungen durchgeführt hatte, und lehrte und forschte als Professorin für Software Engineering am dortigen Institut für Informatik. Sie wurde zugleich Gründungsdirektorin am Institut für Informatik und hatte diese Position bis 1997 inne.
Horn forschte ab den 1980er-Jahren vor allem im Bereich Softwareentwicklung, in dem sie theoretische Grundlagen im Bereich Vorgangsmodellierung schuf. Eines ihrer Ziele war eine Verallgemeinerung von Prozessabläufen in der Softwareentwicklung analog zu Standards unter anderem im Maschinenwesen, so entwickelte sie beispielsweise die Idee einer „Softwarebauelementelehre“. Horn engagierte sich beim Aufbau des Hasso-Plattner-Instituts und saß seit der Gründung auch im Stiftungsrat. Ab 2001 war sie Mitglied der Leibniz-Sozietät der Wissenschaften zu Berlin.
Horn verstarb 2009 in Potsdam und wurde auf dem dortigen Neuen Friedhof beigesetzt.

## Publikationen (Auswahl)
- Analyse und Synthese von Systemen mit Impulsbreitenregelung. Leningrader Elektrotechnische Hochschule, Leningrad 1970 (= Diss. A).
- mit Hans-Dieter Baumbach und Christian Straach: Software-Technologie für Mikrorechner. Verlag Die Wirtschaft, Berlin 1982.
- Ein Beitrag zur Analyse und Synthese von Softwarekonstruktionsprozessen. Technische Universität Dresden, Dresden 1987 (= Diss. B).
- Softwaretechnologie. Band 1: Grundlagen. Zentralstelle für das Hochschulfernstudium des Ministeriums für Hoch- und Fachschulwesen, Dresden 1988.
- Softwaretechnologie. Band 2: Softwareentwicklung (Softwarekonstruktion). Zentralstelle für das Hochschulfernstudium des Ministeriums für Hoch- und Fachschulwesen, Dresden 1989.
- mit Wolfgang Schubert: Objektorientierte Software-Konstruktion: Grundlagen, Modelle, Methoden, Beispiele.  Hanser, München und Wien 1993.
- mit Thomas Reinke: Componentware-orientierte Softwarearchitektur unter Nutzung der COBRA-Implementation Orbix. Universität Potsdam, Potsdam 1996.
- mit Mario Kupries und Dirk Glöde: Eigenschaften und Modelle von Software-Agenten und Agenten-Systemen. Universität Potsdam, Potsdam 1997.
- mit Mario Kupries und Thomas Reinke: Architekturtypen für Agentenanwendungssysteme. Universität Potsdam, Potsdam 1998.
- mit Thomas Reinke: Softwarearchitektur und Softwarebauelemente: eine Einführung für Softwarearchitekten. Hanser. München und Wien 2002.
- mit Thomas Off: eGovernment-Architekturen auf Basis der eLoGo-Referenzmodelle Universitätsverlag, Potsdam 2004.
- mit Marco Kuhrmann, und Jens Calamé: Verteilte Systeme mit .NET Remoting: Grundlagen – Konzepte – Praxis. Spektrum Akademie Verlag / Elsevier, München 2004.